# Красна Горка (Прокоп'євський округ)
Кра́сна Го́рка (рос. Красная Горка) — селище у складі Прокоп'євського округу Кемеровської області, Росія.

## Населення
Населення — 29 осіб (2010; 32 у 2002).
Національний склад (станом на 2002 рік):
- росіяни — 97 %